# Яниші (Чебоксарський район)
Яниші́ (рос. Яныши, чув. Янăш) — присілок у складі Чебоксарського району Чувашії, Росія. Адміністративний центр Яниського сільського поселення.
Населення — 562 особи (2010; 507 у 2002).
Національний склад:
- чуваші — 98 %